# Venus Doom
Venus Doom (рус. Гибель Венеры) — шестой студийный альбом финской рок-группы HIM, выпущенный лейблом Sire Records. В Германии, Финляндии и Швеции альбом был издан 14 сентября 2007 года. Дата международного релиза — 17 сентября 2007 года. Все композиции и лирика были написаны Вилле Вало. Альбом был записан в Finnvox Studios в Хельсинки с продюсерами Хийли Хийлесмаа и Тимом Палмером, которые неоднократно сотрудничали с группой. Во время создания Venus Doom HIM боролись с личными проблемами их вокалиста Вилле Вало. Среди прочего, его злоупотребление алкоголем обострилось до такой степени, что в процессе записи у него случился нервный срыв, после чего менеджер группы Сеппо Вестеринен поместил его в реабилитационную клинику Promises в Малибу. В музыкальном плане альбом был описан как самый тяжёлый и мрачный альбом HIM на сегодняшний день, на который повлияли такие группы, как My Dying Bride, Anathema и Paradise Lost. Большая часть лирических тем и тяжести альбома были навеяны личными трудностями Вало, включая его разрыв с невестой Йонной Нигрен.
Альбом дал группе первую номинацию на премию Грэмми, за лучшее оформление специального издания. Venus Doom получил положительные отзывы критиков, многие из которых высоко оценили тяжесть и экспериментальность альбома. Альбом попал в чарты тринадцати стран, включая десятку лучших в четырех. Venus Doom в конечном итоге получил золотой диск в Финляндии и обеспечил группе самую высокую позицию в американском чарте на сегодняшний день — двенадцатую, было продано более 38,000 копий за первую неделю. Были выпущены два сингла, а «The Kiss of Dawn» занял второе место в Финляндии. Летом 2007 года HIM гастролировали по США в рамках тура Linkin Park Projekt Revolution Tour, а также выступили на разогреве у Metallica в Европе. HIM начали турне в поддержку Venus Doom осенью 2007 года по Северной Америке, затем по Великобритании, прежде чем вернуться в Европу в начале 2008 года.

## Производство
В сентябре 2006 года HIM отменили предстоящий тур по Северной Америке в поддержку своего предыдущего альбома Dark Light, чтобы начать работу над новым материалом. В феврале 2007 года группа вошла в Finnvox Studios в Хельсинки, чтобы записать свой шестой студийный альбом с продюсерами Хийли Хийлесмаа и Тимом Палмером, которые ранее работали над альбомом группы 2003 года Love Metal. После трех месяцев записи альбом был сведен в студии Paramount Studios в Лос-Анджелесе Тимом Палмером, мастеринг был сделан Тедом Дженсеном в Sterling Sound в Нью-Йорке. Для обложки альбома группа использовала картину художника Дэвида Харуни, которую вокалист Вилле Вало приобрел во время тура в Новом Орлеане. Картина висела на стене гостиной Вало, когда он писал материал для альбома, поэтому он счёл вполне естественным использовать её в качестве обложки. Название альбома продолжает традицию группы по контрастированию названий: Venus является римской богиней любви, а Doom представляет Судный день и дум-метал.
При создании альбома Вало столкнулся с проблемами в личной жизни. Истощение и его разрыв с невестой Йонной Нигрен серьёзно повлияли на обострение злоупотребления алкоголем Вало, что, по сообщениям, в какой-то момент привело к его рвоте и испражнениям с кровью. Все эти проблемы обострились, когда у Вало случился нервный срыв в процессе записи. Вало удалось восстановить силы до стадии микширования, когда он снова начал пить. В конце концов он был помещён в реабилитационную клинику Promises в Малибу менеджером группы Сеппо Вестериненом.

## Музыка и тексты песен
Venus Doom был описан как самый тяжёлый и мрачный альбом HIM на сегодняшний день, создавался с намерением сделать гораздо более тяжёлое и мрачное продолжение предыдущего альбома, Dark Light. Вало заявил, что идея группы заключалась в объединении Loveless группы My Bloody Valentine и Master of Puppets группы Metallica, и что альбом опирался на некоторые ранние влияния группы, включая My Dying Bride, Anathema и Paradise Lost. Вало также описал Venus Doom как более личный альбом, чем предыдущие, а также более «органичный» и «жестокий». Вало также написал часть альбома, находясь в Сиркке, Лапландия. Говоря о звучании альбома, BBC описали его как «грандиозную готик-метал [пластинку] в сочетании с тресковым мистицизмом, хрустящими гитарами, трэшевыми барабанами и хриплым вокалом с оттенком эффектов.»
Говоря о темах, рассмотренных в Venus Doom, Вало заявил: «В тексте речь идет о том, что я теряю отношения, а затем фактически восстанавливаю их, теряю рассудок и вновь обретаю его [...] Это как будто я избавляюсь от своих демонов и вкладываю боль в музыку.» Заглавный трек рассказывает о том, «сколько любви должно пострадать из-за безумия нашего человечества и нашей глупости, чтобы достучаться до наших измученных, холодных сердец». «Passion's Killing Floor» был включен в альбом саундтреков к фильму Трансформеры, в то время как «The Kiss of Dawn» был частично вдохновлён другом Вало, который покончил с собой самоубийством. В «Song or Suicide» Вало использовал строки из стихотворений финского автора Тимо Мукки, а название было вдохновлено американской певицей и автором песен Джуди Силл. Вало также описал песню как очень «позитивную» и говорит о «чувстве, что тебе есть что сделать и что сказать, по крайней мере, для себя, чтобы не заканчивать свои дни и не хотеть покидать этот мир.» Трек также был записан в Шато Мармон в Лос-Анджелесе. «Sleepwalking Past Hope» - самая длинная по продолжительности песня HIM, частично вдохновлённая отношениями Вало с Йонной Нигрен. Вало объяснил, заявив: «Речь идет о том, „Когда ты действительно хочешь отпустить?“, „Когда придет время?“, потому что никто не может сказать тебе, когда нужно разорвать отношения или отпустить себя.»

## Релиз и продвижение

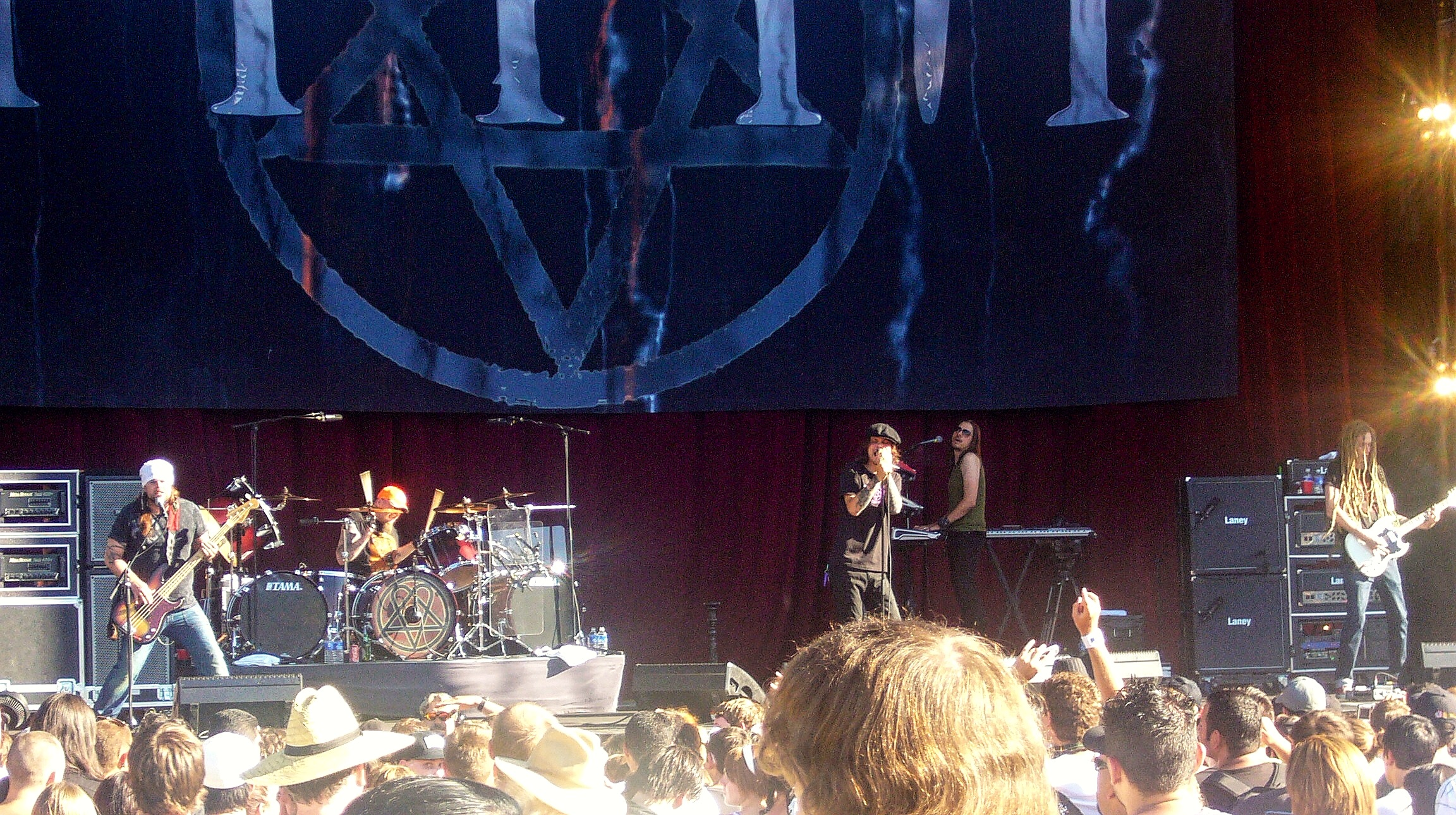
Выступление HIM в Мэрисвилле, Калифорния, в августе 2007 года

Релиз Venus Doom первоначально планировался на 10 июля 2007 года, но в мае 2007 года был перенесён на сентябрь. С 25 июля по 3 сентября 2007 года HIM гастролировали по США с Linkin Park в их туре Projekt Revolution Tour, в который также входили My Chemical Romance, Taking Back Sunday и Placebo. Перед началом тура HIM также провели конкурс для фанатов, в котором можно было выиграть поездку на встречу с группой в день открытия тура в Сиэтле. Победители конкурса также будут представлены на предстоящем концертном DVD. Летом 2007 года HIM также отыграли несколько концертов на разогреве у Metallica в их туре Sick of the Studio '07 Tour, включая шоу на стадионе Уэмбли в Лондоне. «The Kiss of Dawn» был выпущен в качестве первого сингла с альбома 28 июля 2007 года и достиг второго места в Финляндии, 30-го места в Швеции, 44-го места в Германии, и 59-го места в Великобритании. «Bleed Well» вышел позже в том же году в качестве второго сингла с альбома. На оба также были сняты музыкальные клипы.
Venus Doom получил золотой диск в Финляндии, а также был номинирован на премию Грэмми, за лучшее оформление специального издания, а также на «Рок-альбом года» на Emma Awards 2007 года. HIM начали североамериканский этап тура в поддержку Venus Doom 18 октября 2007 года в Сейревилле, Нью-Джерси, с Bleeding Through в качестве поддержки. Концерты группы в театре Орфей в Лос-Анджелесе 14 и 15 ноября 2007 года также были сняты и записаны, а позже выпущены в виде концертного альбома Digital Versatile Doom 29 апреля 2008 года. В декабре 2007 года HIM гастролировали по Великобритании, прежде чем отправиться в европейское турне в начале 2008 года.

## Список композиций
Все тексты и музыка написаны Вилле Вало.
| №                   | Название                  | Длительность |
| ------------------- | ------------------------- | ------------ |
| 1.                  | «Venus Doom»              | 5:08         |
| 2.                  | «Love in Cold Blood»      | 5:54         |
| 3.                  | «Passion's Killing Floor» | 5:10         |
| 4.                  | «The Kiss of Dawn»        | 5:54         |
| 5.                  | «Sleepwalking Past Hope»  | 10:03        |
| 6.                  | «Dead Lovers' Lane»       | 4:28         |
| 7.                  | «Song or Suicide»         | 1:10         |
| 8.                  | «Bleed Well»              | 4:24         |
| 9.                  | «Cyanide Sun»             | 5:54         |
| Общая длительность: | Общая длительность:       | 48ː12        |

| №                   | Название                               | Длительность |
| ------------------- | -------------------------------------- | ------------ |
| 1.                  | «Love In Cold Blood» (Special K RMX)   | 4:25         |
| 2.                  | «Dead Lover's Lane» (Special C616 RMX) | 4:29         |
| Общая длительность: | Общая длительность:                    | 57:15        |

| №                   | Название                               | Длительность |
| ------------------- | -------------------------------------- | ------------ |
| 1.                  | «Love in Cold Blood» (Special K RMX)   | 4:25         |
| 2.                  | «Dead Lovers' Lane» (Special C616 RMX) |              |
| 3.                  | «Bleed Well» (acoustic VRS)            | 3:53         |
| Общая длительность: | Общая длительность:                    | 61:08        |

| №                   | Название                      | Длительность |
| ------------------- | ----------------------------- | ------------ |
| 10.                 | «Killing Loneliness» (live)   | 4:21         |
| 11.                 | «Wings of a Butterfly» (live) | 3:19         |
| Общая длительность: | Общая длительность:           | 68:48        |

| №  | Название                       | Длительность |
| -- | ------------------------------ | ------------ |
| 1. | «The Kiss of Dawn» (видеоклип) | 3ː55         |

## Участники записи

### HIM
- Вилле Вало — вокал
- Лили Лазер (Микко Линдстрём) — гитара
- Миге Амор (Микко Паананен) — бас-гитара
- Эмерсон Бёртон (Янне Пууртинен) — клавишные
- Гас Липстик (Мика Карпинен) — ударные

### Продюсирование
- Хийли Хийлесмаа — продюсер, звукорежиссёр
- Тим Палмер — продюсер, звукорежиссёр, микшер, фотография
- Арто Туунела — ассистент звукорежиссёра
- Джейми Сейберт — ассистент микширования
- Тед Дженсен — мастеринг
- Майкл Голдстоун — A&R
- Мэтт Тейлор — художественное направление, дизайн, фотография
- Вилле Юуриккала — фотография
- Дэвид Харуни — художественное произведение

## Чарты
| Чарт                    | Позиция |
| ----------------------- | ------- |
| Australian Albums Chart | 32      |
| Austrian Albums Chart   | 9       |
| Belgium Albums Chart    | 69      |
| Finnish Albums Chart    | 2       |
| German Albums Chart     | 3       |
| Hungarian Albums Chart  | 21      |
| Italian Albums Chart    | 20      |
| Dutch Albums Chart      | 36      |
| Norwegian Albums Chart  | 22      |
| Spanish Albums Chart    | 22      |
| Swedish Albums Chart    | 12      |
| Swiss Albums Chart      | 5       |
| UK Albums Chart         | 31      |
| US Alternative Albums   | 3       |
| US Billboard 200        | 12      |
| US Hard Rock Albums     | 1       |
| US Top Rock Albums      | 3       |

## Сертификации
| Страна                                    | Сертификация | Сертифицированные единицы/продажи |
| ----------------------------------------- | ------------ | --------------------------------- |
| Греция (IFPI Greece)                      | Золото       | 10,000^                           |
| Финляндия (Musiikkituottajat)             | Золото       | 23,318                            |
| ^ Данные основаны только на сертификации. |              |                                   |